# Sojuz (plynovod)

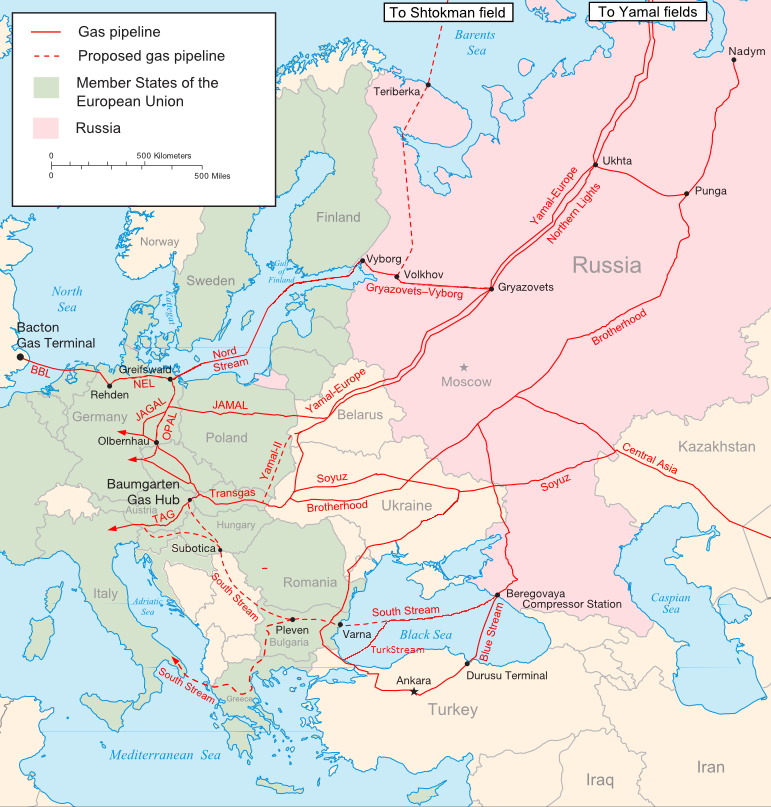
Sojuz (s popiskem Soyuz) na anglické mapě ruských plynovodů

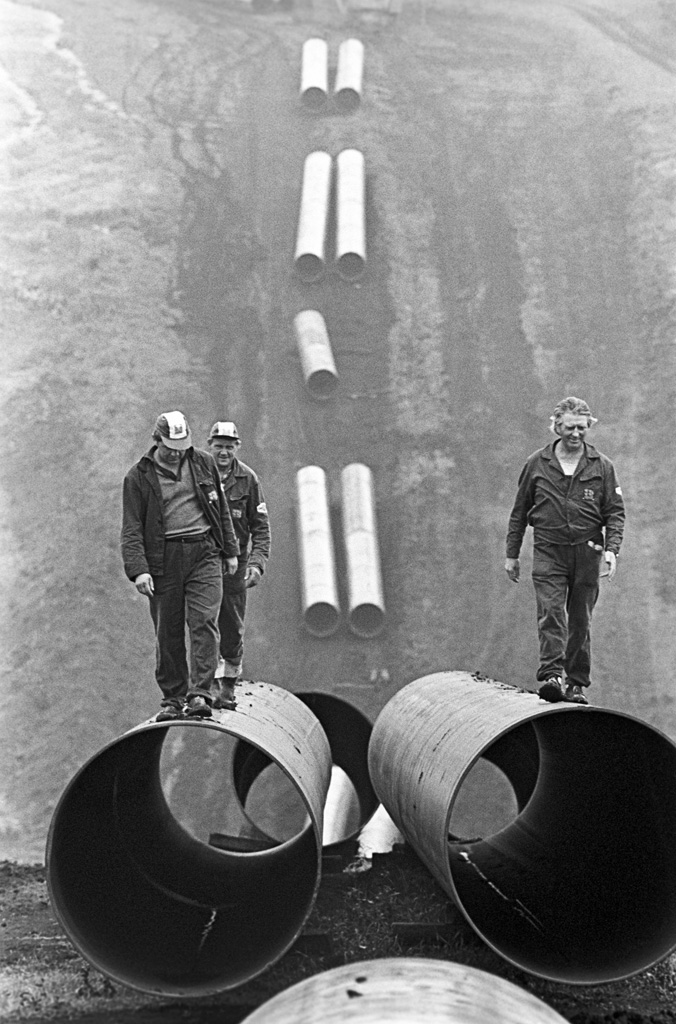
Dělníci pracují na stavbě plynovodu v roce 1976

Sojuz (rusky i ukrajinsky Союз) je plynovod na zemní plyn, který začíná v Orenburgu v Rusku nedaleko hranice s Kazachstánem a vede přes Kazachstán a Rusko na Ukrajinu do Užhorodu nedaleko hranice se Slovenskem. Celkem je dlouhý zhruba 2750 kilometrů a slouží k dopravě plynu z bohatých ložisek na jihu Uralu a v střední Asii do východní Evropy, odkud je dále dopravován plynovodem Transgas až do České republiky, Německa a Rakouska (byly kvůli němu postaveny budovy Transgas v Praze). Stavba probíhala v letech 1975 až 1979 a cílem bylo zajistit zásobování plynem Ukrajinské SSR a středoevropských zemí Rady vzájemné hospodářské pomoci.
Plynovod s rourami o průměru 1400 milimetrů byl projektován na tlak 7,5 MPa a dopravu 26 miliard krychlových metrů plynu ročně.